# 平衡热力学
平衡熱力學是一門根據熱力學平衡對系統之間物質和能量的轉換進行研究的學科。「平衡」是指狀態上的平衡。平衡熱力學起源於卡诺循环的分析。例如氣缸一開始是在熱力學平衡狀態，因為燃燒有熱輸入，變得不平衡。在經過一些步驟之後，系統產生功，又恢復到平衡狀態。
在平衡狀態下，系統的熱力位能在平衡狀態。平衡熱力學的中心目的是：給定一個在明確定義平衡之熱力學狀態的系統，加上精確指定的約束，當約束因為熱力學操作而變化時，系統狀態會到哪一個新的平衡狀態。平衡狀態在數學上會用找熱力位能的極值來尋找，而熱力位能的特性則視系統的約束而定。例如，定溫定壓的化學反應，在其成分的吉布斯能為最小值，熵為最大值時平衡。
平衡熱力學不同於非平衡態熱力學，後者的能量、熵、溫度等不會均勻分佈，會隨位置而變化，其梯度會由耗散性的熱力學通量來給予。在平衡熱力學中，系統的狀態是均勻的，可以用巨觀的物理量（例如溫度、壓力和體積）來描述。一般會研究系統從一個平衡狀態到另一個平衡狀態，這稱為热力学过程。